# Diego Rodríguez Fernández
Diego Rodríguez Fernández, noto anche come Diego (La Orotava, 20 aprile 1960), è un allenatore di calcio ed ex calciatore spagnolo, di ruolo centrocampista.

## Carriera

### Giocatore

#### Club
Cresciuto prima nel Club Deportivo Vera e poi nel Tenerife, con cui debutta tra i professionisti nel 1978.
Dopo quattro stagioni viene acquistato dal Betis Siviglia, che lo fa esordire in Primera División spagnola nel 1982-1983. Ben presto diventa un elemento importante per la propria squadra, come testimoniano le quasi 200 presenze in sei stagioni.
Nel 1988 passa al Siviglia, rimanendovi per ben otto stagioni, nelle quali disputa 252 partite nella Liga.
Dopo due anni all'Albacete, conclude la carriera nella squadra andalusa Dos Hermanas.

#### Nazionale
Ha totalizzato una presenza con la nazionale di calcio spagnola, nella partita Spagna-Cecoslovacchia (1-2) del 24 febbraio 1988. È stato convocato anche per il campionato europeo di calcio 1988, senza mai scendere in campo.

### Allenatore
Nel 2008 ha intrapreso la carriera di allenatore, cominciando dalla seconda squadra riserve del Siviglia. L'anno successivo viene "promosso" alla guida del Sevilla Atlético.